# NGC 1324
NGC 1324 je galaksija u zviježđu Eridan.

## Vanjske poveznice
- SEDS: NGC 1324